# Пряниковий будиночок

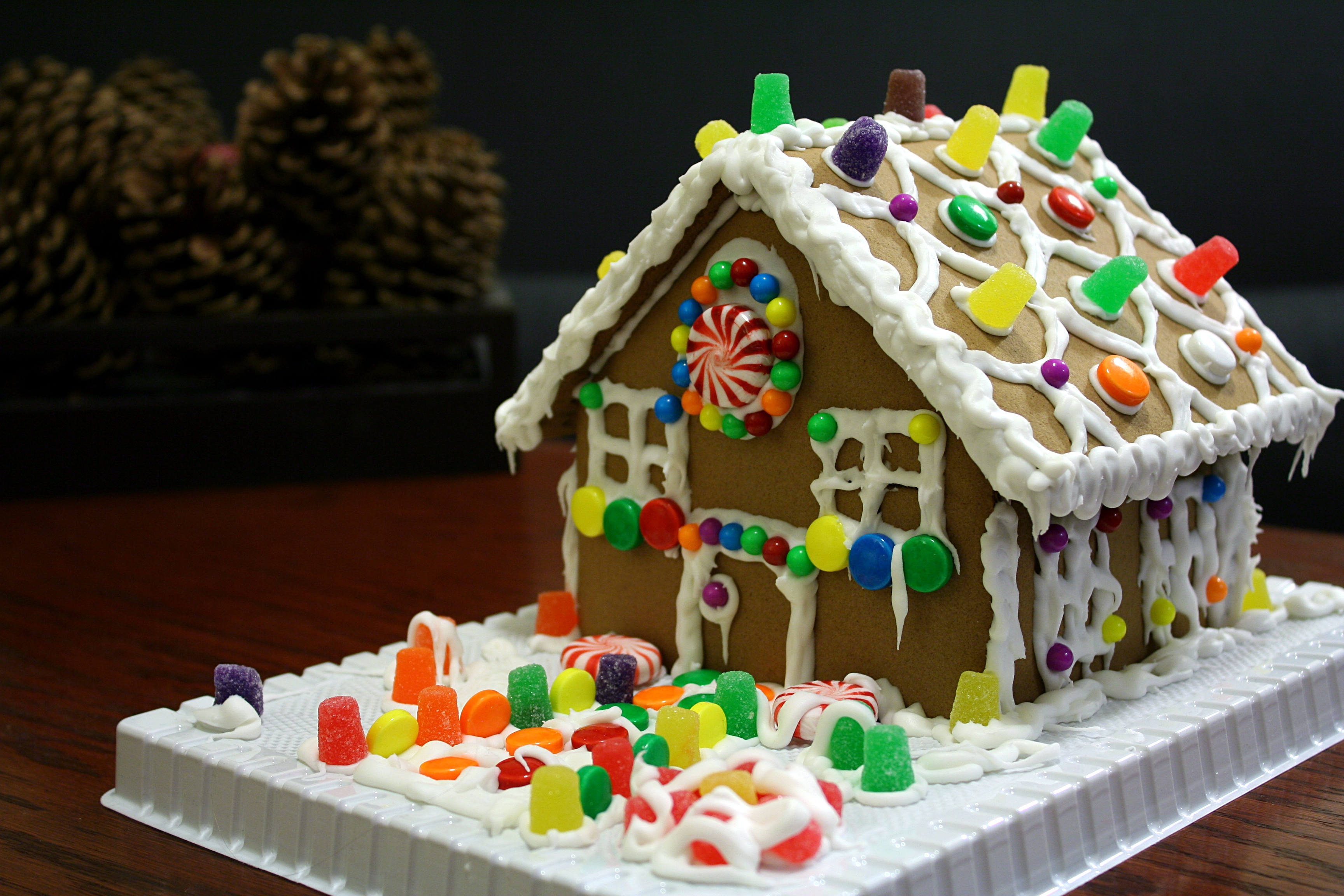
Типовий магазинний пряниковий будиночок

Пряниковий будиночок — новий кондитерський виріб у вигляді хатки, який виготовляється з тіста для печива, розрізається та випікається як відповідні складові — стіни та дах. Зазвичай, його основою є хрусткі пряники, звідки й назва. В іншому способі виготовлення імбирних пряників, використовується зварене тісто, яке можна ліпити як глину для їстівних статуеток або інших прикрас. Ці будиночки, вкриті різними цукерками та глазур'ю, є поширеними різдвяними прикрасами.

## Історія

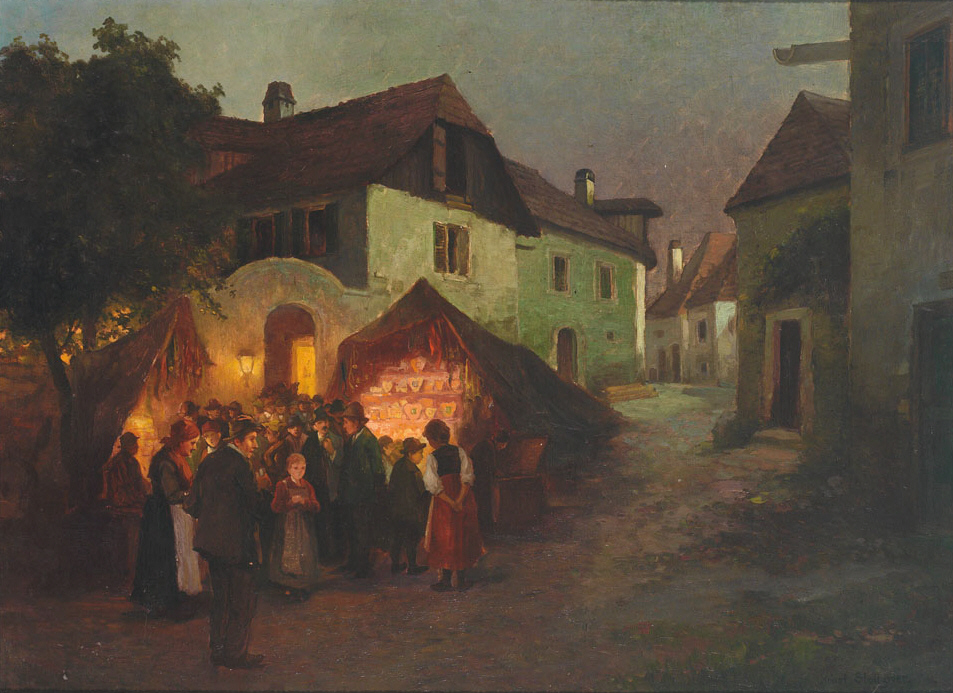
Картина із зображенням пряників, які продають на ярмарку

Записи про медові торти можна простежити ще в Стародавньому Римі. Дослідники розвитку харчування стверджують, що імбиром приправляли страви та напої з давніх часів. Вважається, що імбирні пряники вперше випікали в Європі в кінці XI століття, коли хрестоносці повернули звичай гострого хліба з Близького Сходу. Імбир був не тільки смачним, він мав властивості, які допомагали зберегти хліб. За французькою легендою, пряники були привезені до Європи 992 року вірменським монахом, пізніше святим Григорієм Нікопольським (Григорієм Макаром). Він прожив сім років у Бондаруа, Франція, поблизу містечка Пітів'є, де навчав готувати пряники священників та інших християн. Помер 999 року. Християнський переказ Раннього середньовіччя, розкриває розповідь Євангелія від Матвія про народження Ісуса. Згідно з легендою, засвідченою в грецькому документі VIII століття, імовірно ірландського походження та перекладеному на латину під назвою «Collectanea et Flores», на додаток до золота, ладану та смирни, подарованих трьома «мудрецями зі сходу» (волхви), імбир був подарунком одного мудреця (волхва), який не зміг завершити подорож до Вифлеєму. Коли він залишався в останні дні в місті в Сирії, маг дав свою скриню з коренем імбиру рабину, який люб'язно піклувався про нього під час його хвороби. Рабин розповів йому про пророцтва великого Царя, який мав прийти до євреїв, одне з яких було те, що Він народиться у Вифлеємі, що на івриті означає «дім хліба». Рабин звик до того, що його молоді студенти будують будинки з хліба, щоб їсти з часом, щоб живити надію на їхнього Месію. Волхв запропонував додати в хліб мелений імбир для пікантності та смаку. Імбирний пряник, яким ми його знаємо сьогодні, походить від середньовічних європейських кулінарних традицій. Пряники також формувалися в різні форми ченцями у Франконії, Німеччина в XIII столітті. Пекарі Нюрнберзького пряника (нім. Lebkuchen) згадуються ще в 1296 році в Ульмі та 1395 році в Нюрнберзі, Німеччина. Нюрнберг був визнаний «Світовою столицею пряників», коли в 1600-х роках гільдія почала наймати майстрів пекарів і кваліфікованих робітників для створення складних творів мистецтва з пряників. Середньовічні пекарі використовували різьблені дошки для створення складних узорів. У XIII столітті цей звичай поширився Європою. Він був вивезений до Швеції в XIII столітті німецькими іммігрантами; в абатстві Вадстена є згадки про те, як шведські черниці випікали імбирні пряники для полегшення травлення в 1444 році. Традиційним підсолоджувачем є мед, який використовується гільдією в Нюрнберзі. Використовуються спеції: імбир, кориця, гвоздика, мускатний горіх і кардамон. Пряникові фігурки з'явилися в XV столітті, а в XVI столітті почали виготовляти фігурне печиво. Перший задокументований випадок імбирного печива у формі фігурки належить до двору Єлизавети I з Англії: вона виготовила фігурки з пряників за подобою деяких своїх важливих гостей.

## Історія формування пряників

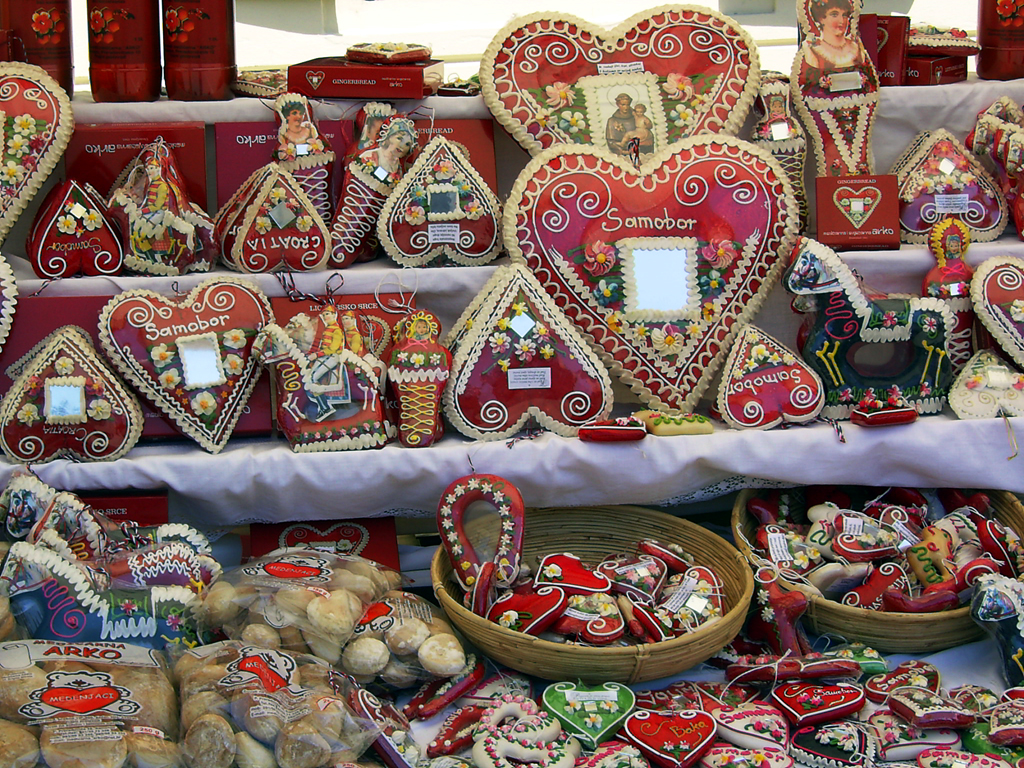
Прикрашені пряникові сердечка дзеркалами, гусарами та ринковими сувенірами в Хорватії

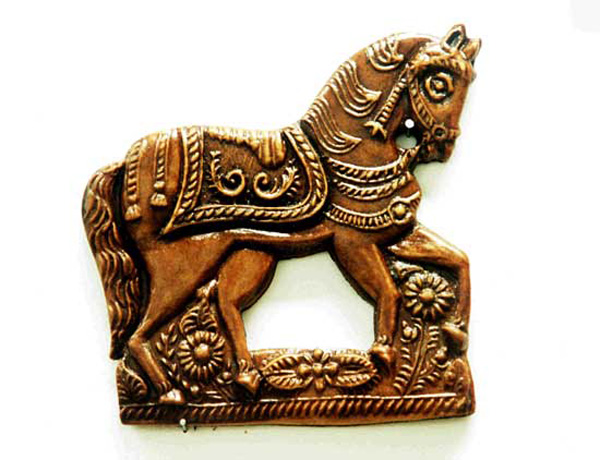
Конячка з пряниковим принтом

Пряничники були об'єднані в професійні гільдії пекарів. У багатьох європейських країнах пряничники були окремою складовою гільдії пекарів. Випікання пряників перетворилося на визнану професію. У XVII столітті випіканням пряників могли займатися лише професійні пекарі, за винятком Різдва та Великодня, коли випікати пряники дозволялося будь-кому.
У Європі пряники продавали в спеціальних магазинах і на сезонних ринках, де продавали цукерки та пряники у вигляді сердечок, зірочок, солдатів, немовлят, вершників, труб, мечів, пістолетів і тварин. Особливо багато пряників продавали біля церков у неділю. Релігійні пряники з рельєфними зображеннями купували до певних релігійних подій, таких як Різдво та Великдень. Розмальовані пряники дарували дорослим і дітям, або дарували на знак любові, а також купували особливо на весілля, де пряники роздавали гостям весілля. Пряниковий рельєф святого покровителя часто дарували на іменини, в день святого, пов'язаного з іменем людини. Існував звичай пекти печиво і розписувати його як прикрасу вікон. Найскладніші пряники прикрашали ще й візерунками з льоду, часто з використанням фарб, а також золотили сусальним золотом. Пряники також носили як оберіг у бою або як захист від злих духів.
Пряники були важливою формою популярного мистецтва в Європі; Основними центрами різьблення по формах для пряників були Ліон, Нюрнберг, Пешт, Прага, Пардубіце, Пульсніц, Ульм і Торунь. На пряникових формах часто відображали актуальні події, наприклад, зображували нових правителів та їхніх супутників. Значні колекції пряників зберігаються в Етнографічному музеї в Торуні, Польща, і Музеї хліба в Ульмі, Німеччина. Протягом зимових місяців середньовічну пряникову випічку, зазвичай вмочену у вино або інші алкогольні напої, вживали в їжу. В Америці німецькомовні громади Пенсільванії та Меріленда продовжували цю традицію до початку XX століття. Звичай зберігся і в колоніальній Північній Америці, де випічка випікалася у вигляді імбирного печива і набула популярності як ялинкові прикраси.
Звичай виготовлення прикрашених пряникових будиночків зародився в Німеччині на початку 1800-х років. На думку деяких дослідників, перші пряникові будиночки були навіяні відомою казкою Грімма «Гензель і Гретель», в якій двоє дітей, що залишилися в лісі, знайшли їстівний будиночок з хліба з цукровими прикрасами. Після оприлюднення цієї книги німецькі пекарі почали випікати оздоблені казкові хатки з лебкухенів (імбирних пряників). Вони стали розповсюдженими під час Різдва, і цей звичай прийшов до Америки з німецькими іммігрантами з Пенсильванії. На думку інших істориків харчування, брати Грімм говорили про те, що вже тоді існувало.

## Новий час

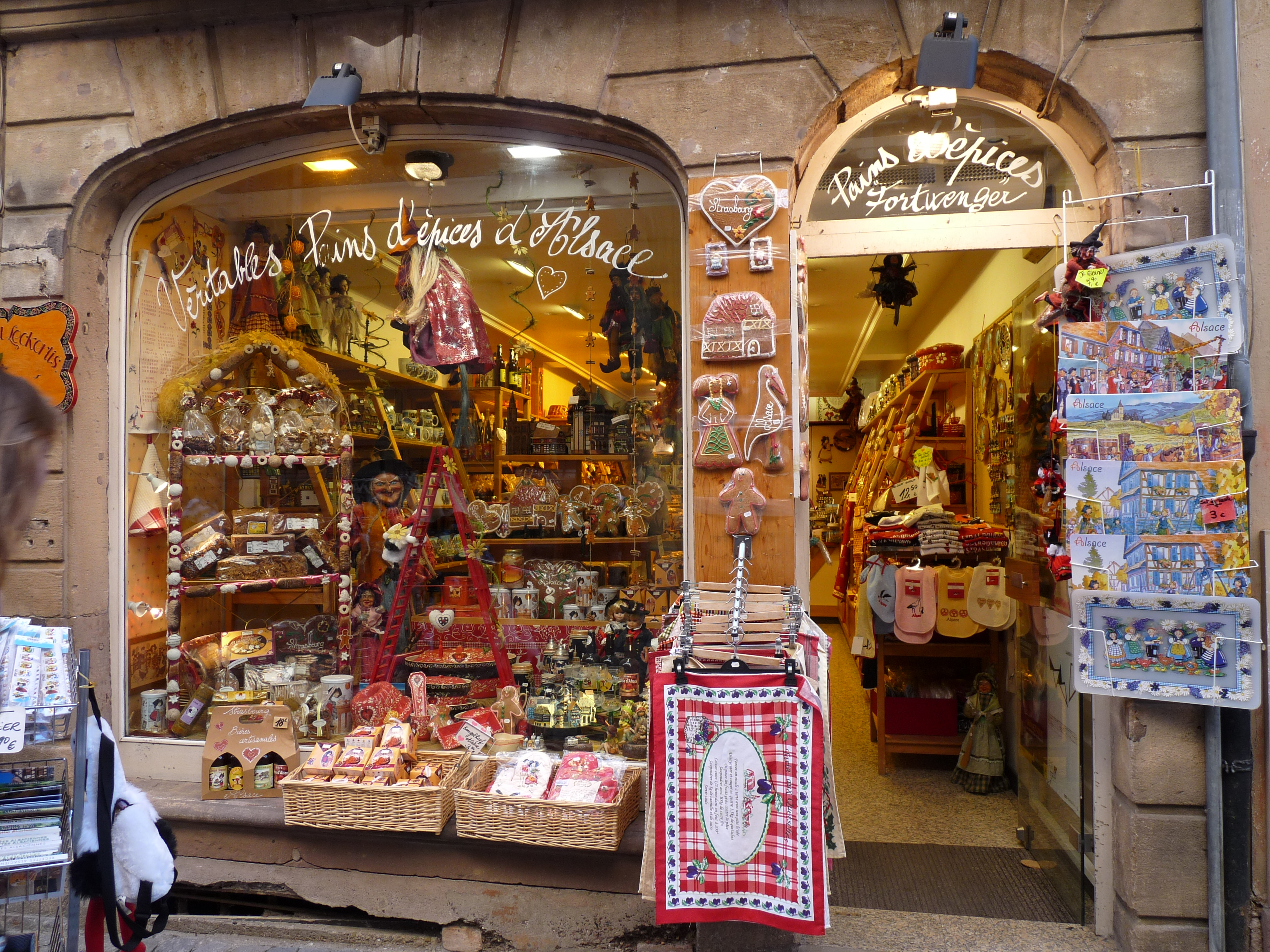
Пряничний магазин у Страсбурзі

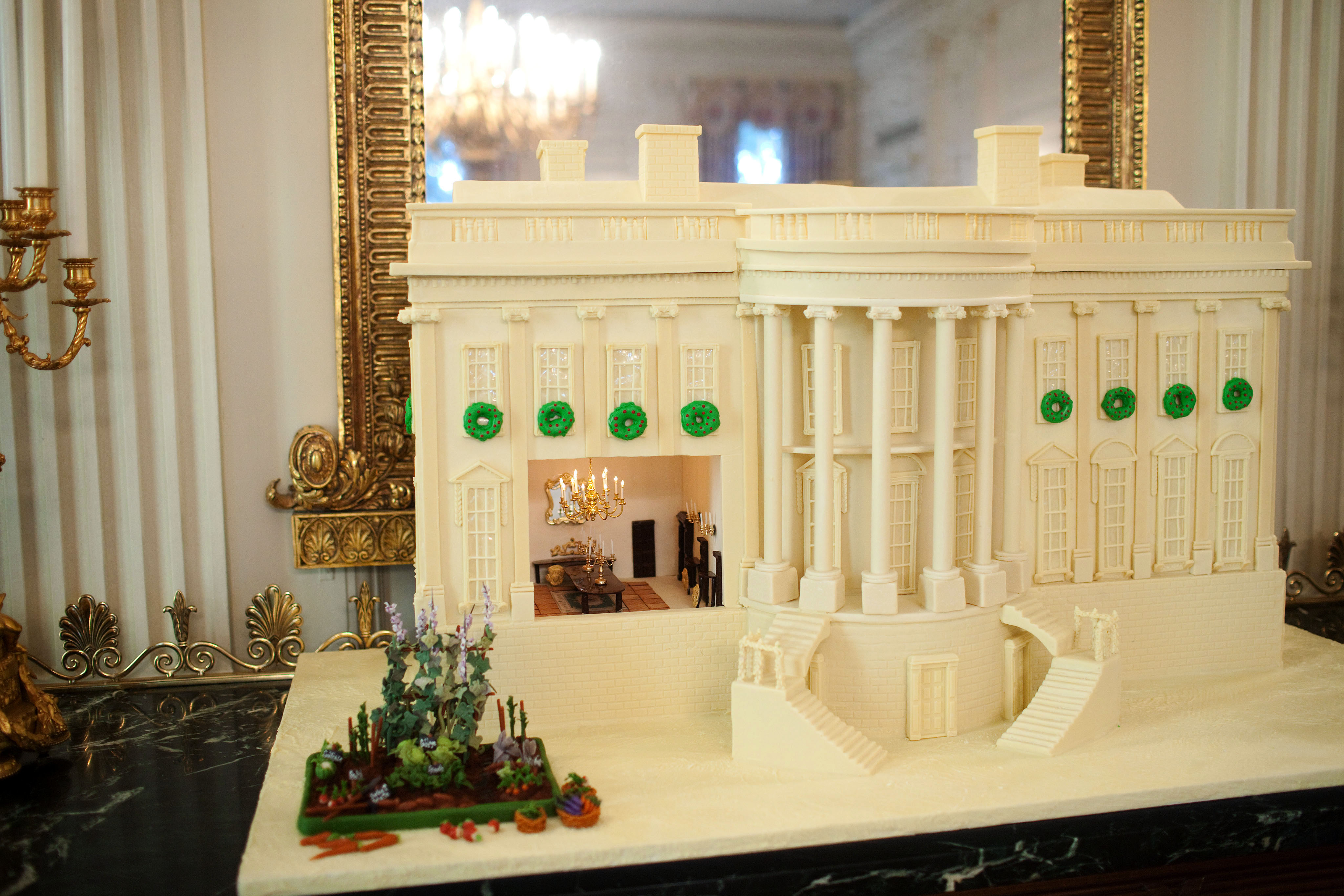
Копія Білого дому з пряників і білого шоколаду

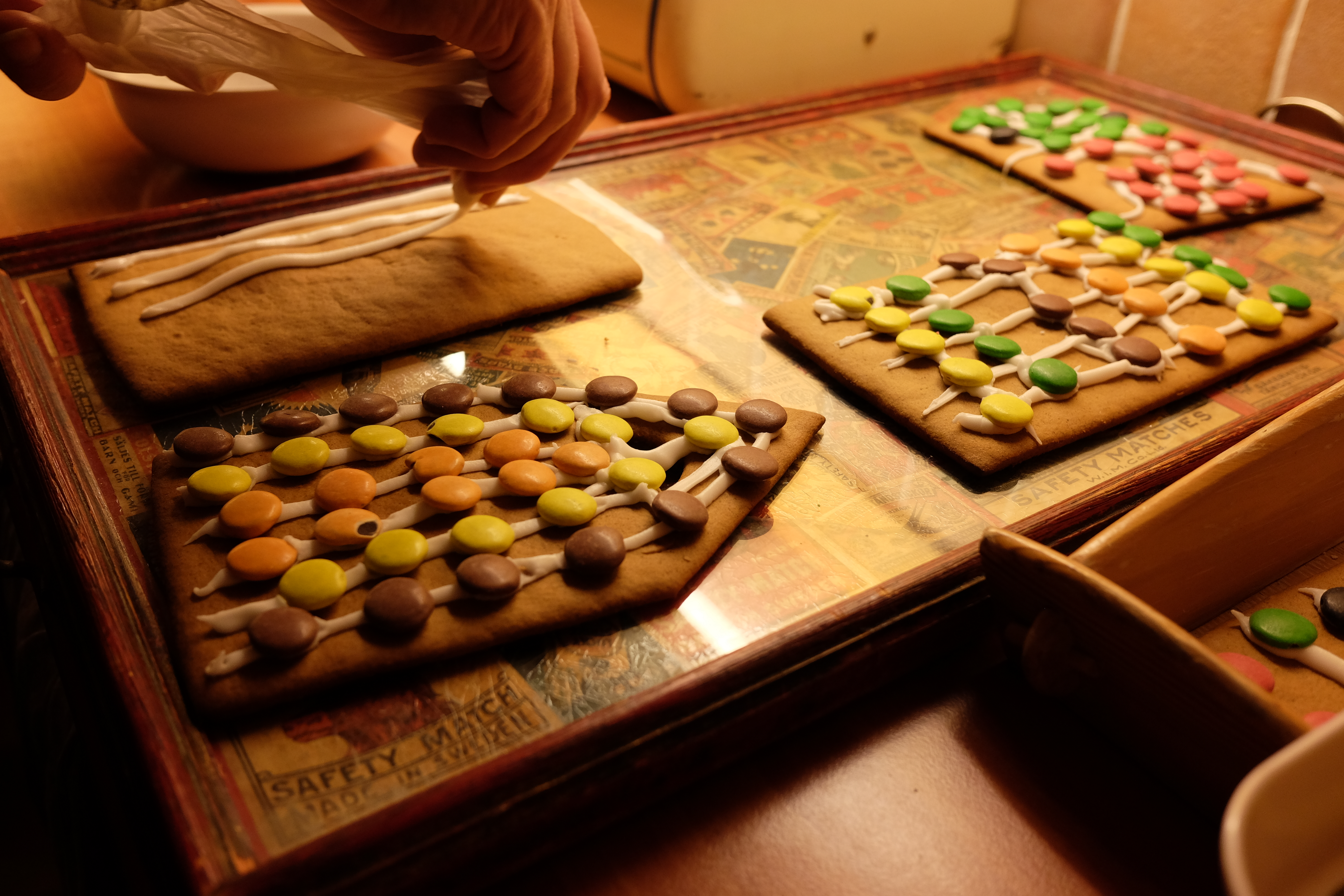
Готується шведський пряниковий будиночок. На стіни наноситься глазур.

У наш час (2020-і) цей звичай продовжився в деяких місцях Європи. У Німеччині перед Різдвом на різдвяних ярмарках продають прикрашені пряники. (Lebkuchenhaus або Pfefferkuchenhaus — це німецькі терміни для пряникового будиночка.) Виготовлення пряникових будиночків є різдвяною забавою в багатьох сім'ях. Зазвичай їх готують перед Різдвом зі шматочків пряникового тіста, змішаного з розтопленим цукром. Черепиця може складатися з глазурі або цукерок. Подвір'я пряникової хатки зазвичай прикрашають глазур'ю, яка нагадує сніг.
Пряникова споруда не обов'язково повинна бути справжнім будинком, хоча він є найпоширеніший. Це може бути що завгодно: від замку до невеликої хатинки чи іншої будівлі, наприклад, церква, художній музей або спортивний стадіон, а також інші предмети, як от автомобілі, пряникові чоловічки та пряникові жінки, можуть бути зроблені з пряникового тіста..
У більшості випадків королівська глазур використовується як клей для закріплення основних частин будинку, бо вона швидко виготовляється та утворює надійне з'єднання під час застигання.
У Швеції пряникові будиночки готують на День святої Люсі. Починаючи з 1991 року, жителі Бергена, Норвегія, щороку перед Різдвом будують місто з пряникових будиночків. Назване Pepperkakebyen (норвезьке «село пряників»), стверджується, що це найбільше таке місто у світі. Кожна дитина віком до 12 років може безплатно зробити власний будиночок за допомогою батьків. 2009 року, Пряникове місто було зруйноване внаслідок акту вандалізму. Група професіоналів з проєктування будівель, будівництва та продажів у Вашингтоні, округ Колумбія, також щороку співпрацює над тематичним «Джінджертаун».
У Сан-Франциско в готелях Fairmont і St. Francis під час різдвяного сезону виставляються конкуренти пряникові будиночки.

## Книга рекордів Гіннеса

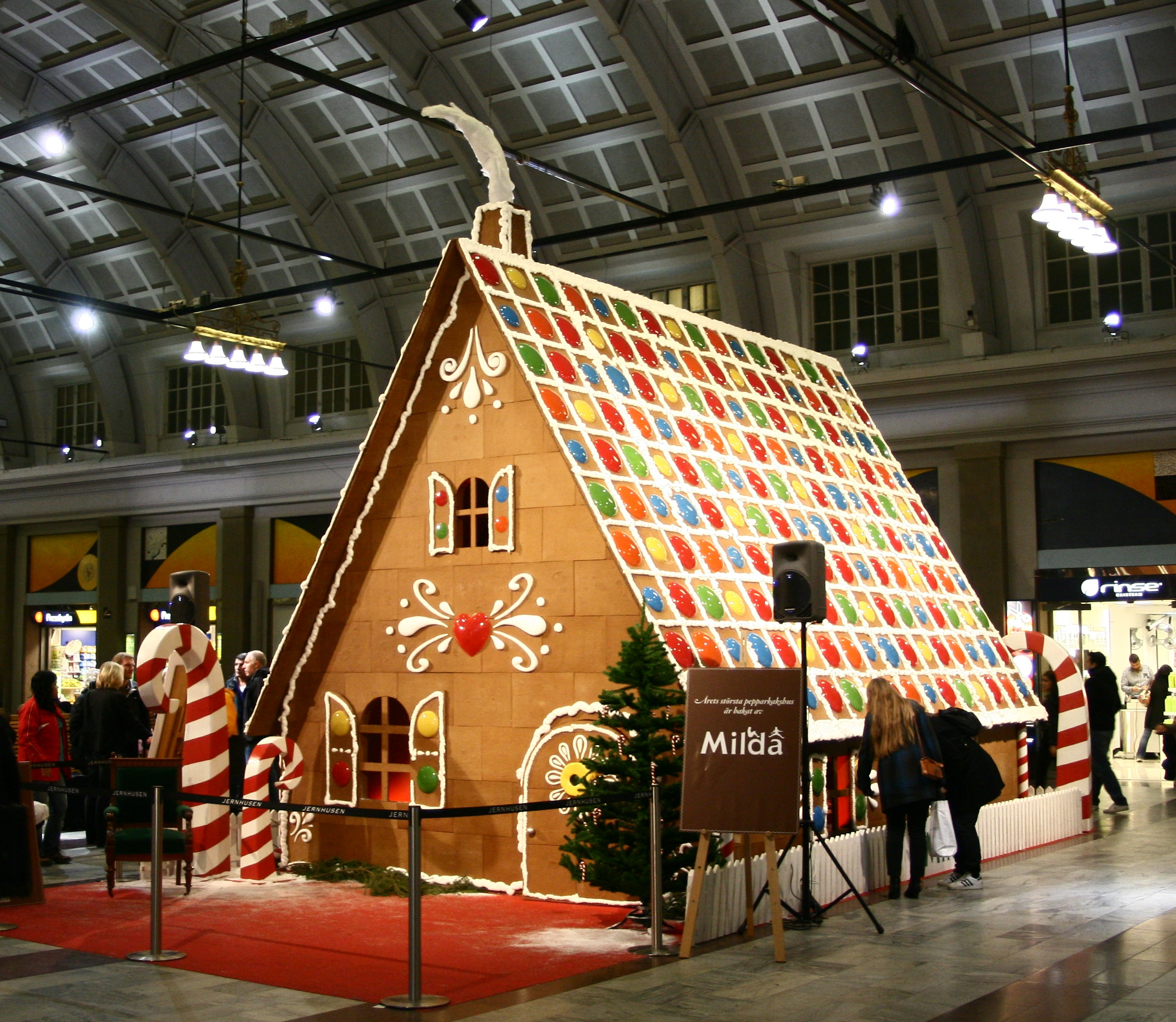
Повномасштабний пряниковий будиночок як різдвяна прикраса у Стокгольмі, 2009 рік (На його виготовлення пішло 294 кг борошна, 92 кг маргарину, 100,4 кг цукру, 66,3 л золотого сиропу, по 2,2 кг кориці, гвоздики, імбиру та 3,7 кг розпушувача).

2013 року ватага людей з міста Браян, штат Техас, США, побила встановлений у попередньому році рекорд Книги рекордів Гіннеса на найбільший пряниковий будиночок, виготовивши будинок з їстівними стінами площею 2520 квадратних футів (234 м2) на допомогу лікарняному травматологічному центру. Калорійність пряника перевищувала 35,8 мільйона калорій, а його складовими були 2925 фунтів (1327 кг) коричневого цукру, 1800 фунтів (820 кг) вершкового масла, 7200 яєць і 7200 фунтів (3300 кг) борошна загального призначення.
Виконавчий су-шеф готелю New York Marriott Marquis Джон Ловіч побив рекорд на найбільше пряникове селище зі 135 житлових і 22 комерційних будівель, а також канатних доріг і поїзда, також зроблених з пряників. Він був виставлений у Нью-Йоркському залі науки. Інший претендент з норвезького Бергена виготовив пряникове містечко під назвою Pepperkakebyen.

## Галерея

Gingerbread houses
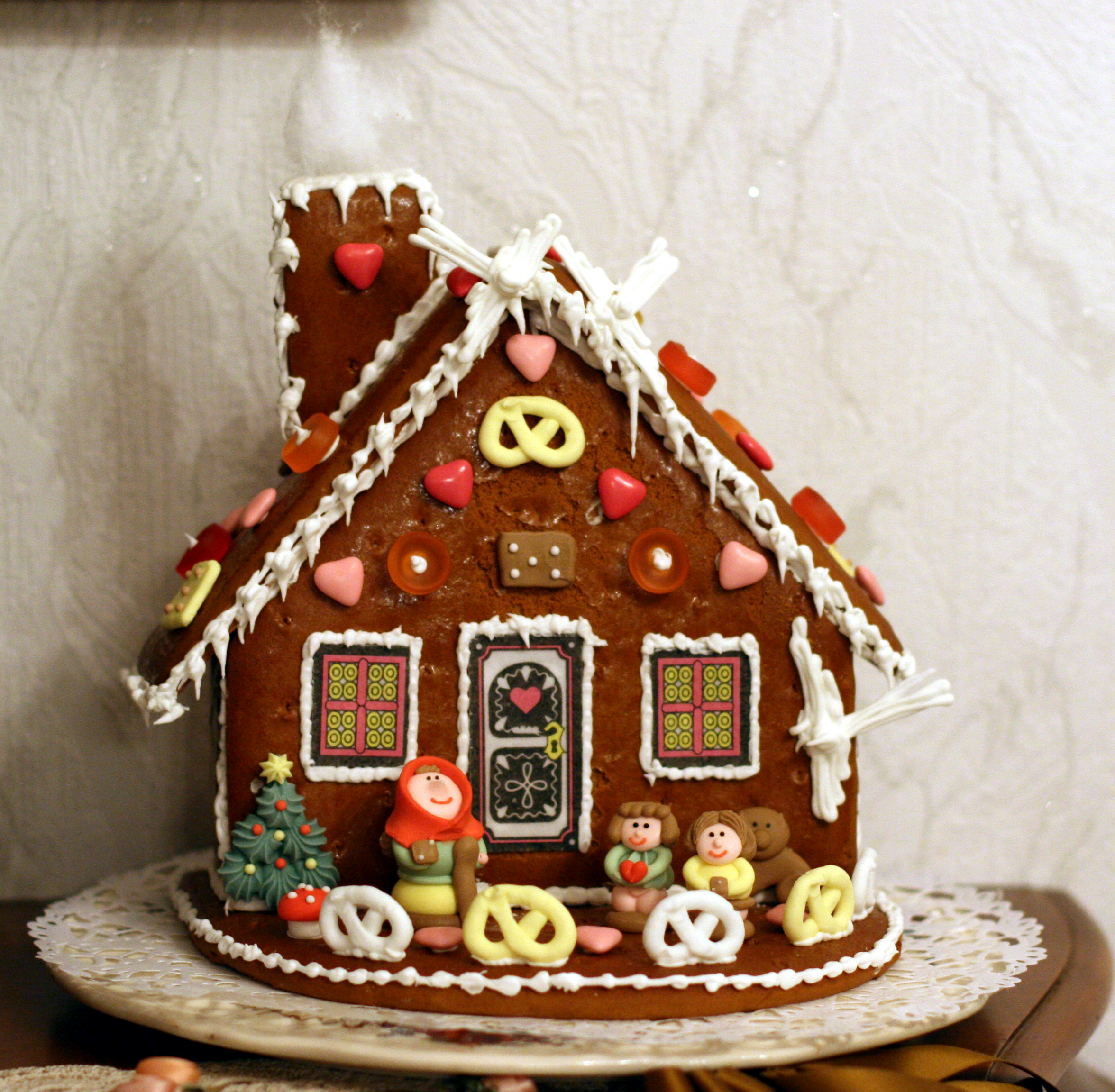
Пряниковий будиночок з цукерками
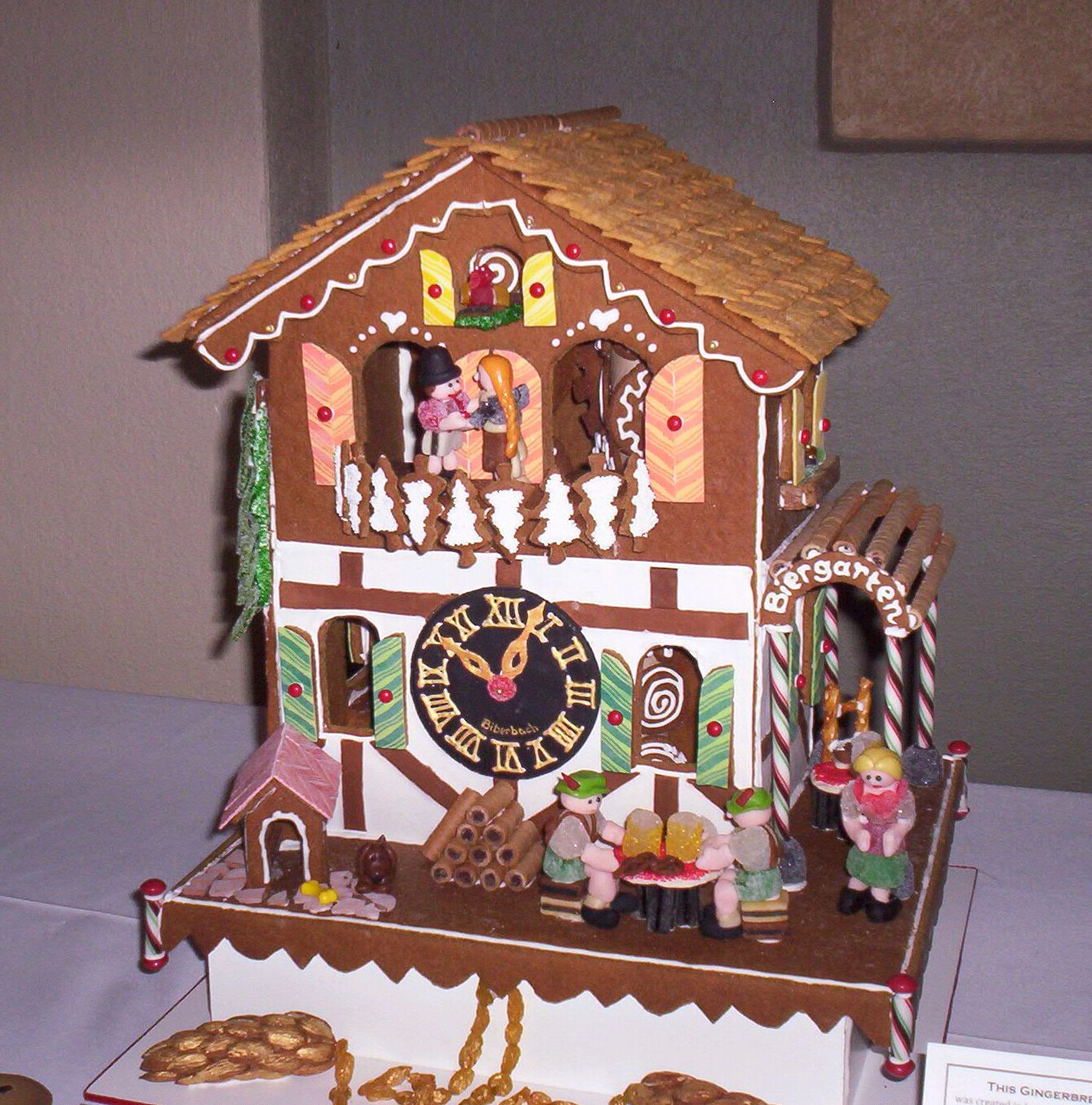
Пряниковий будиночок з годинником і цукерками
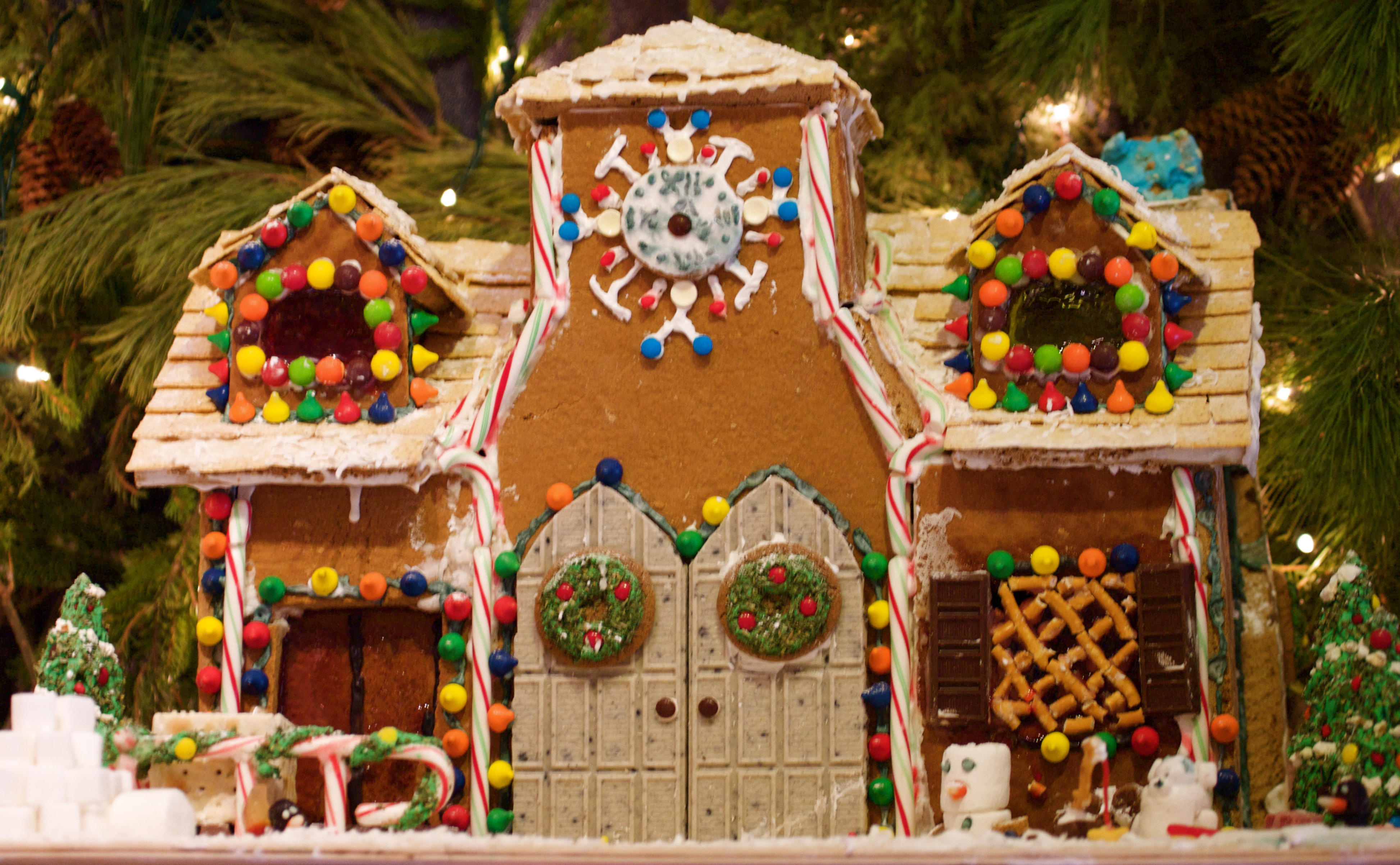
Пряниковий будиночок з подвійними дверима
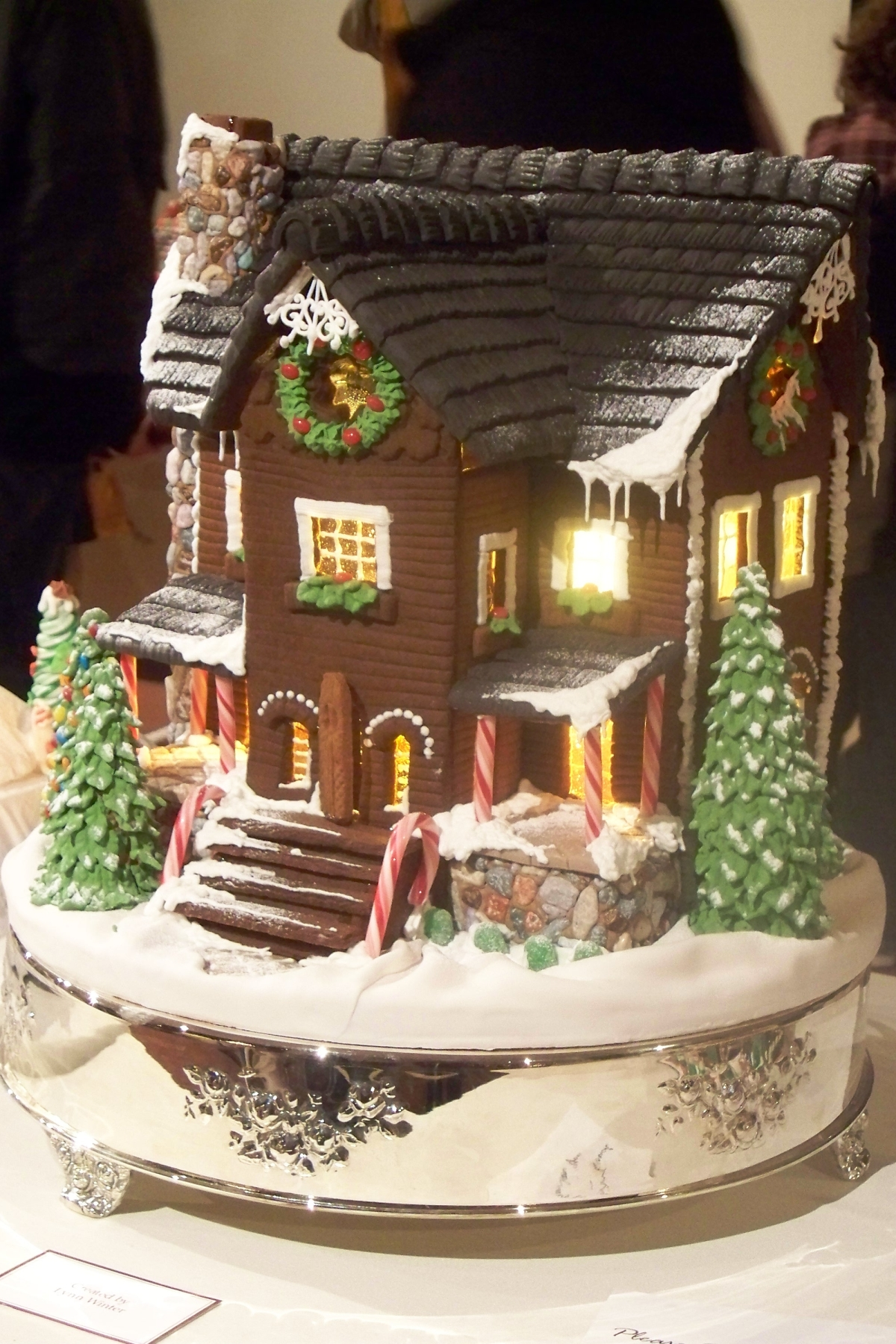
Пряниковий будиночок зі східцями та деревами
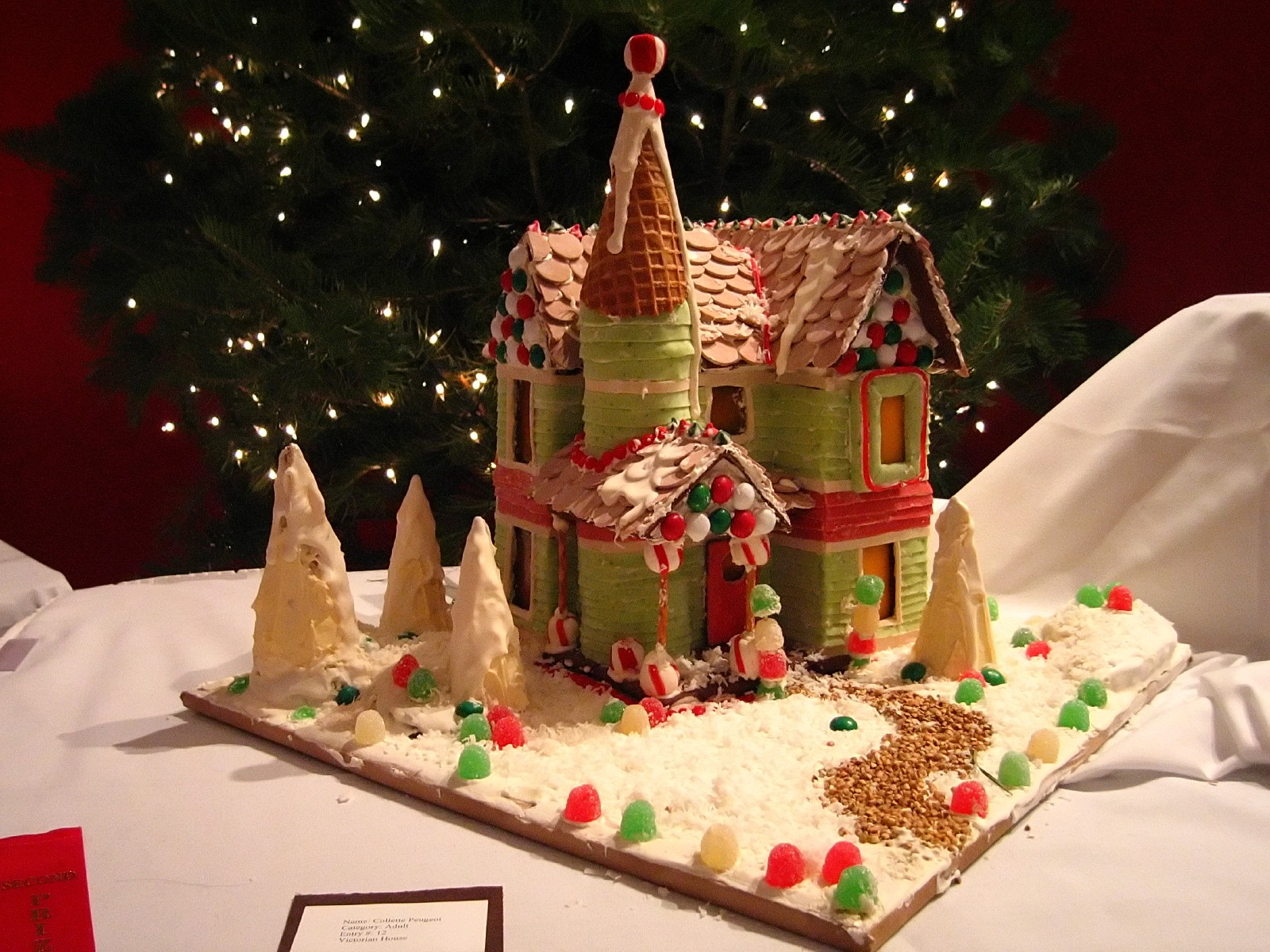
Пряниковий будиночок з доріжкою
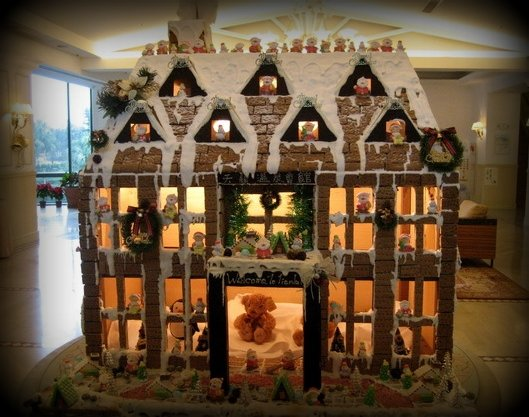
Пряниковий будиночок з підсвічуванням
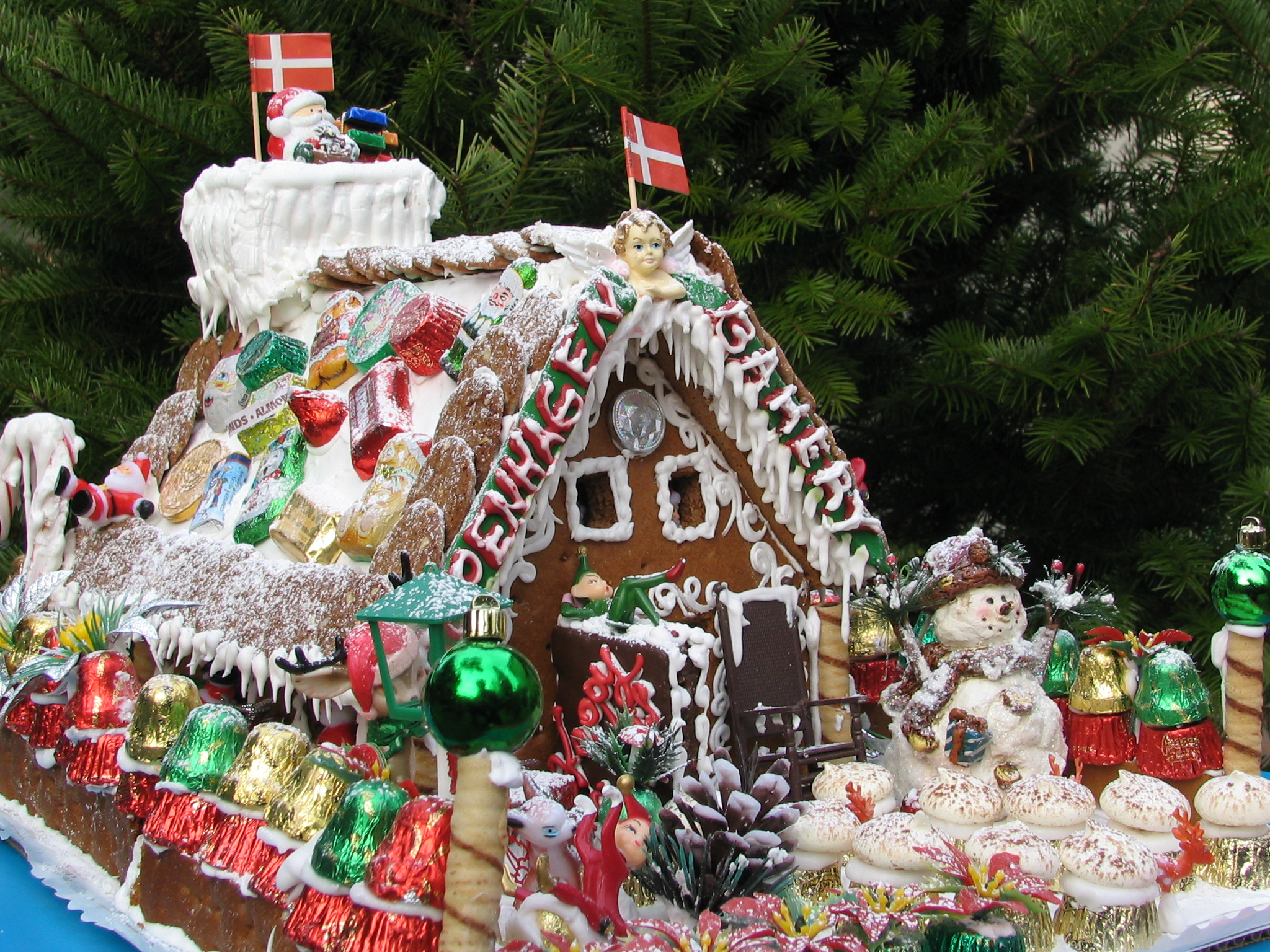
Пряниковий будиночок зі сніговиком
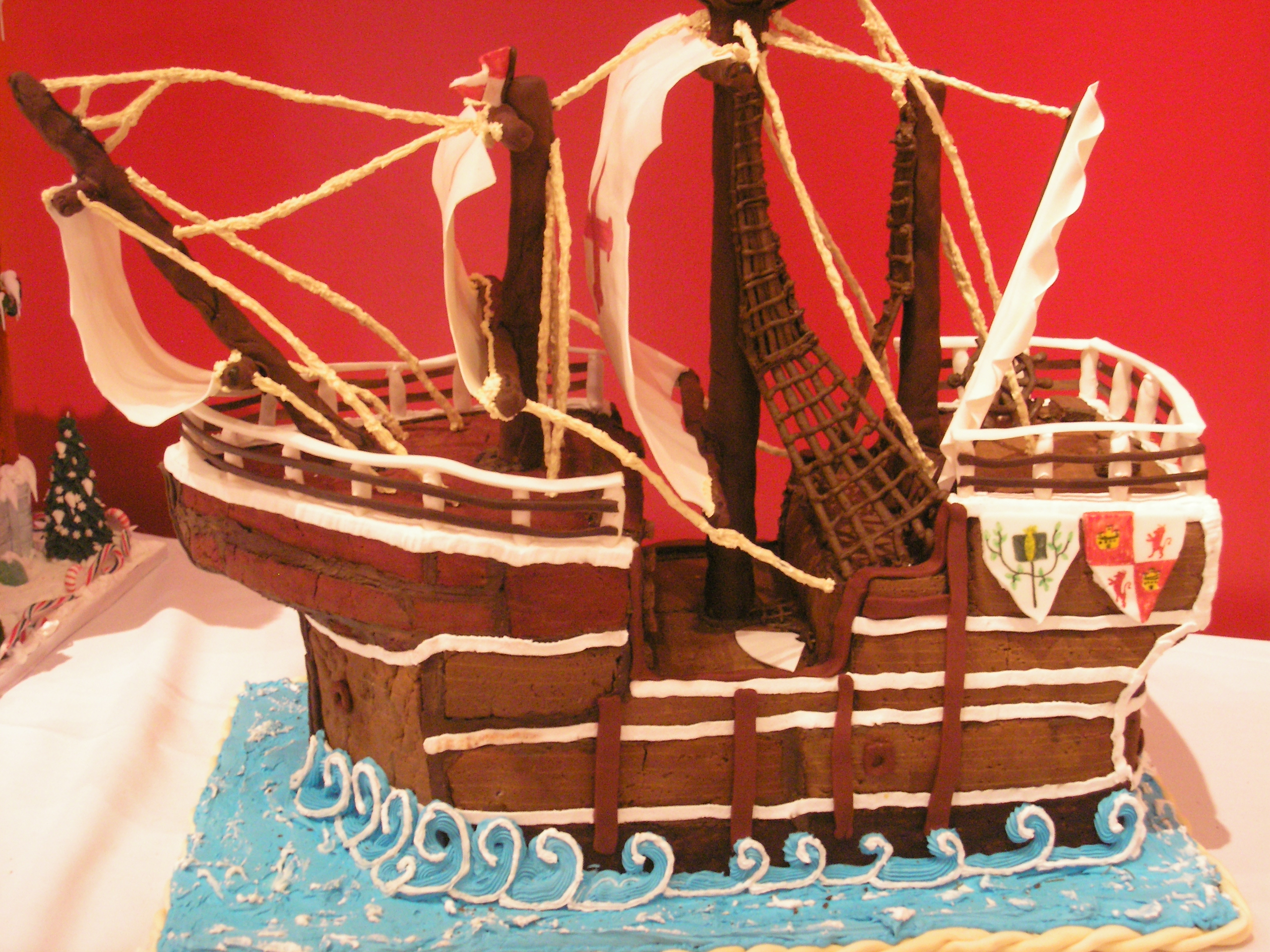
Пряниковий кораблик
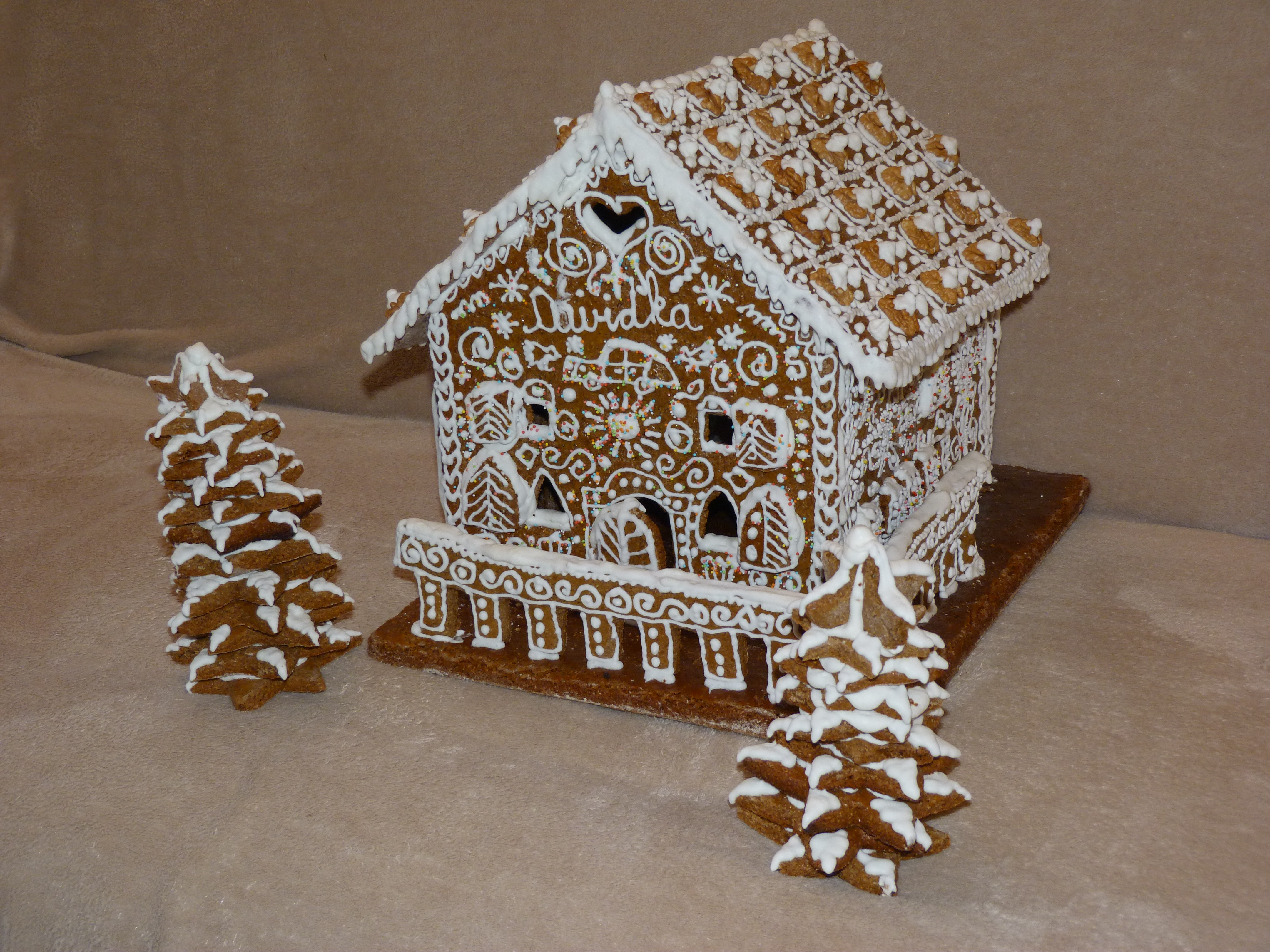
Пряниковий будиночок як прикраса Святвечора
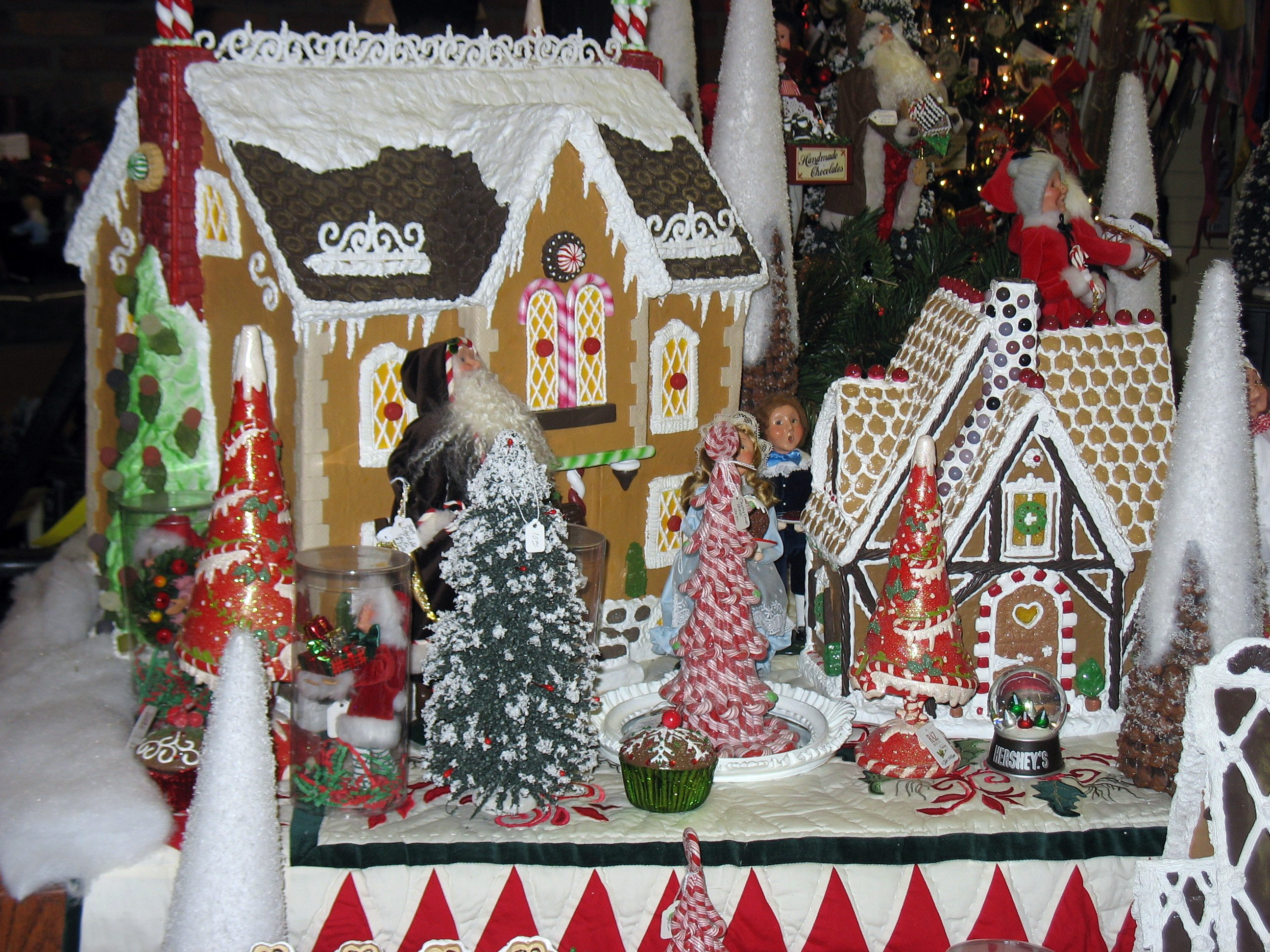
Пряникові будиночки з ялинкою
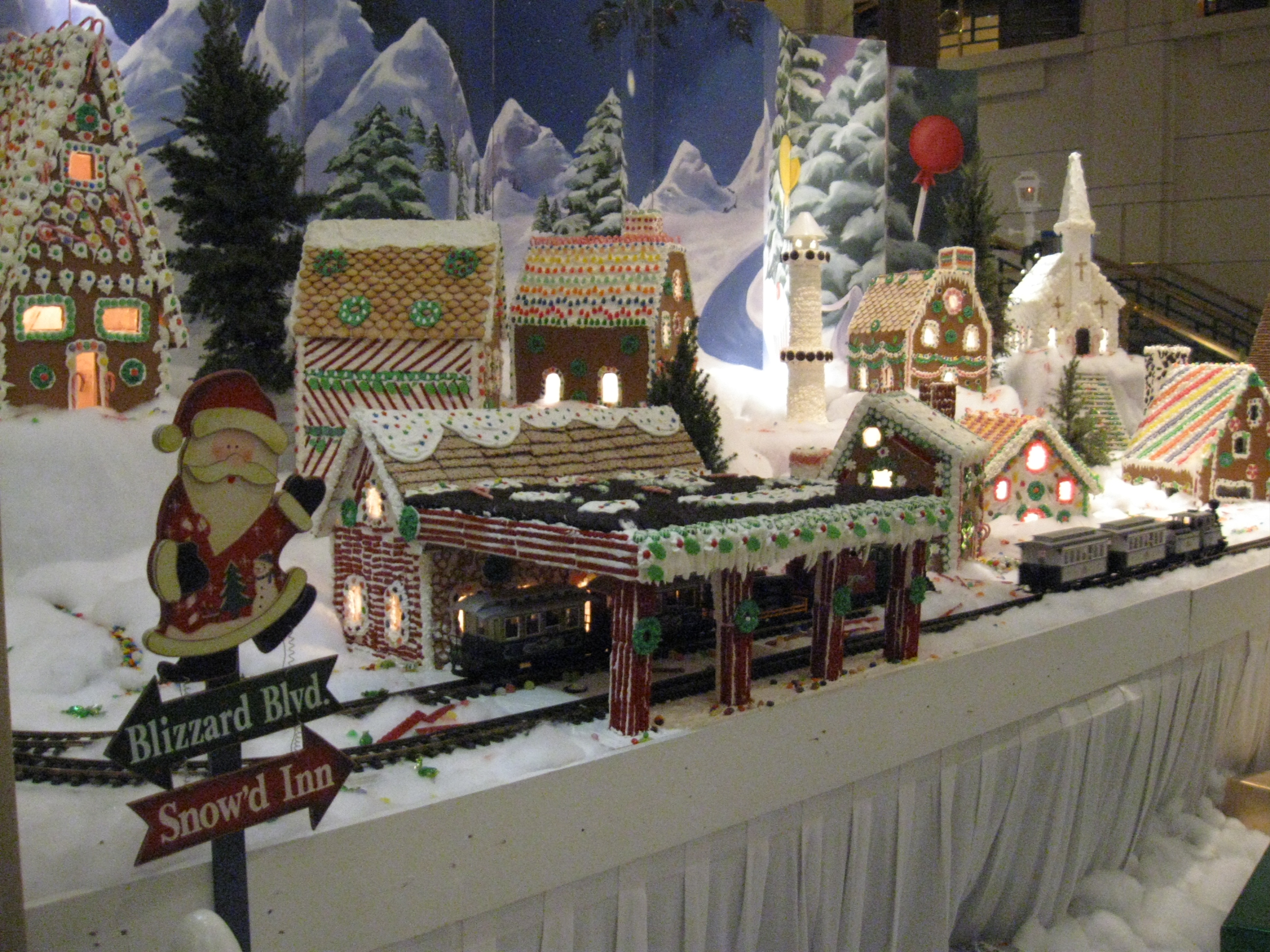
Пряникове село з моделями потягів
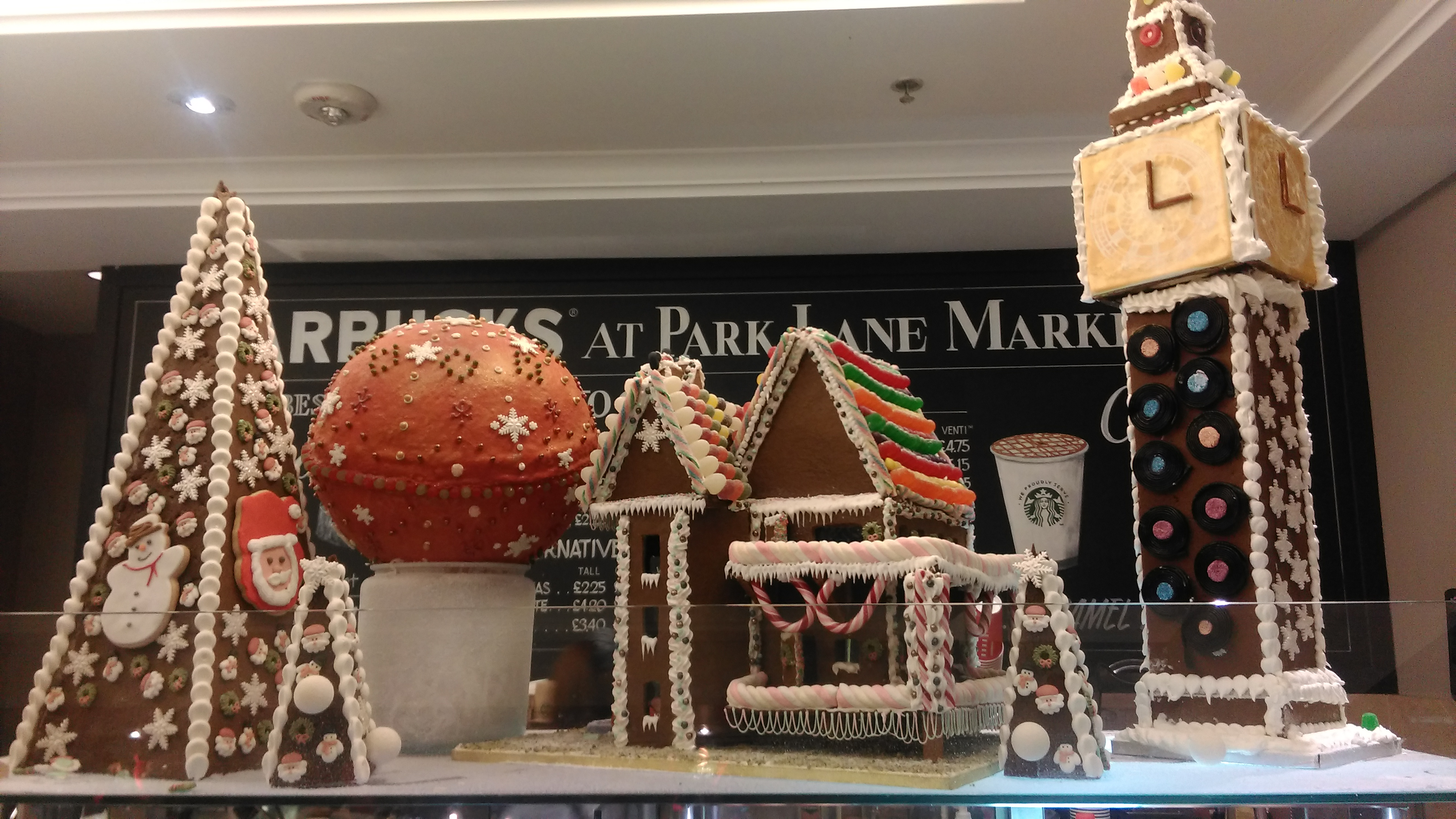
Пряниковий будиночок і вежа Єлизавети в Лондоні, Велика Британія